# 메가 드라이브
메가 드라이브는 세가가 제조한 4세대 16비트 가정용 비디오 게임 콘솔이다. 세가 마스터 시스템에 이어 제작된 세가의 세 번째 콘솔이다. 1988년 일본에서 처음 출시됐으며 이후 1989년에 북미 지역에 세가 제네시스라는 이름으로 발매됐다. 대한민국에선 삼성이 슈퍼 겜보이, 이후 슈퍼 알라딘 보이라는 제목으로 발매했다.
사토 히데키와 이시카와 마사미 주도 하에 세가의 연구개발 인원이 설계했다. 세가의 아케이드 기판 세가 시스템 16을 바탕으로 해 중앙 처리 장치로 모토로라 68000 프로세서, 사운드 컨트롤러로 자일로그 Z80를 채택했으며, 그 외 하드웨어 자체에서 스프라이트, 타일, 스크롤링을 지원하는 비디오 시스템을 탑재했다. 게임 매체는 롬 카트리지에 저장돼며 수명기간동안 900개 이상의 게임들이 발매됐다. 메가 드라이브의 확장형 주변기기로 CD-ROM 매체를 사용하는 메가 CD와 32비트 프로세서를 장착한 슈퍼 32X가 발매됐으며, 그 외 부가기능을 추가하는 주변기기들이 세가나 타 제조회사가 출시했다. 메가 드라이브와 호환되는 네트워크 장치 세가 메가넷과 세가 채널도 발매된 바 있다.
출시 당시 일본에선 닌텐도의 슈퍼 패미컴와 닛폰 전기의 PC 엔진같은 타 경쟁기기들에 밀려 비교적 저조한 성적을 거뒀으나, 그 외 북미, 유럽 및 브라질 지역에선 상업적인 흥행을 이뤘다. 콘솔 성공의 원인으로 당대 아케이드 게임의 적극적인 이식판 출시, 《소닉 더 헤지혹》 시리즈의 인기, 여러 콘솔 독점 스포츠 프랜차이즈들의 등장, 그리고 당시 성숙한 청소년을 겨냥해 펼친 공격적인 광고전략이 꼽힌다. 1991년에 북미에서 슈퍼 패미컴이 발매했을 당시에는 일명 '콘솔 전쟁'이라 불리는 시장 점유율 경쟁이 치열했다. 그 외 비디오 게임 산업에 대한 사회적 관심이 높아짐에 따라 세가 콘솔에 발매된 《나이트 트랩》과 《모탈 컴뱃》 등이 비디오 게임 내의 유혈 및 과격한 폭력 묘사에 대한 논쟁이 점화됐고, 이에 따라 세가는 기초적인 심의로 게임들의 내용을 보고하는 비디오게임 등급 위원회를 설립해 이후 현재의 미국에서 비디오 게임 등급을 관리하는 기관 오락 소프트웨어 등급 위원회이 등장하게 되는 초석을 닦았다.
수명기간 동안 세가가 직가맹한 메가 드라이브 콘솔의 전세계 판매량은 3075만 대였다. 그 외 브라질의 배급사 테크 토이가 자국에 판매한 콘솔은 추정치 약 300만 대, 마제스코가 제조해 미국에 판매된 수가 추정치 150만 대, 그리고 그보다 적인 소량이 대한민국에 판매됐다. 메가 드라이브로 제작된 게임들은 이후 합본에 수록되거나 버추얼 콘솔, 엑스박스 라이브 아케이드, 플레이스테이션 네트워크, 스팀 등 온라인 플랫폼을 통해 재출시됐다.

## 역사

북미판 기기 '세가 제네시스' 로고.

세가 마크 III 및 마스터 시스템의 후속으로 출시된 가정용 게임기이다. 닌텐도가 개발한, 슈퍼 패미컴, NEC HE의 PC 엔진, Atari Jaguar와 3DO등의 게임기와 경쟁하였고, 전 세계에서 1억 7,500만개 이상의 게임 소프트웨어를 판매하였다. 2개의 CPU가 탑재되어 있다.

### 개발
세가는 1986년부터「마크 V」의 코드 네임으로 메가 드라이브 개발을 개시하였지만, 어떤 CPU 탑재할지에 대한 논란이 있었다. 저렴한 8비트를 채용할지, 고가인 16비트를 선택할지였는데, 최종적으로 16비트 CPU를 탑재하기로 결정하였다. 16비트 CPU를 탑재하면서 세가는 제작 비용을 줄이기 위해 여러 회사와 협상을 하였고, 최종적으로 모토로라 사의 68000CPU가 탑재되었다.
메가 드라이브는 지역코드 확인이 있기 때문에, 타 지역의 게임을 플레이할 수 없었다. 이로 인해 개조를 하여 타 국가의 소프트웨어를 플레이하는 사용자도 있었다. 그 후, 지역 코드를 변환하는 어댑터가 판매되어, 본체를 개조할 필요는 없어졌다.

### 홍보
당시 대부분의 게이머들은, 패미통 등의 게임 콘솔 잡지 또는 텔레비전 광고 등을 보고 게임기를 구매했었다. 하지만 사내 홍보 관리가 제대로 이루어지지 않았고, 메가 드라이브 사업 전개에 불리하게 작용하였다.
이 문제는 차세대기 발매를 1년 앞둔 1993년, 세가에 일원 관리체제가 갖춰지면서 패미통에 기사가 게재되기 시작하며 해소되었다.

### 서드파티
메가 드라이브 발매를 계기로 세가는 서드 파티제에 본격적으로 나서게 되었다
- 테크노 소프트 - 메가드라이브 서드 파티에서 첫 선을 보인 업체로, '썬더포스 II' 이식에서는 외형적인 아름다움이라는 관점을 세가에 각인시켰다.

- 게임아트 대표이사 사장 미야지 요이치는 회사 설립 초기부터 CD롬의 중요성을 인식하고 있어 PC업체들에 CD롬 탑재 PC를 만들도록 의뢰했다. 세가의 메가 CD의 개발을 알면 메가 드라이브에 참가. 메가 CD의 메모리가 계획 당초 2M비트였던 시기에 메모리의 증강을 강력히 요청, 세가에 대해 메가 CD 메모리를 6M비트로 확충시키는 계기가 되었다.

- 덴겐 - 세가에 멀티탭 기획을 가져온 회사이며. 원래는 동사의 이식작품 '건틀렛'의 4인 동시 판매 실현을 위해 개발사인 M2가 설계한 것이었다.

### CD-ROM 채용에 대해서
당초 CD-ROM 채용의 예정은 없었지만, 장래 게임의 데이터 용량의 증가의 가능성이 있었기 때문에, 미리 메가 드라이브 설계시에 필요한 배선을 확장용 슬롯으로 꺼낸 설계로 하고 있었다(설계는 모두 이시카와 한 사람이 하고 있어 실제로 사용한 도면은 야마하가 고쳐 쓰고 있다).
개발 도중까지는 판매 가격을 낮추기 위해 탑재 메모리를 2M비트로 하여 설계되었지만, 게임아츠의 강력한 요망에 의해 6M비트로 증강되었다. 이 변경에 의해서, 가격이 본체 1대 당 1만엔 증가했다고 한다.
메가 CD 자체에 68000CPU를 탑재하고 있어 이를 이용하면 동영상 전개와 표시를 병렬적으로 실행할 수 있기 때문에 1시간 이상의 동영상 재생이 가능했다. 이 같은 동영상 재생과 게임 진행을 동시에 다룰 수 있는 특성을 살린 작품으로 나이트 트랩 같은 인터랙티브 무비나 실피드 등이 있으며 32비트기 이전 게임기 중 유일하게 스타 블레이드(남코) 이식도 가능하게 했다.
또한 닌텐도의 슈퍼 패미컴을 의식해 회전 확대 축소 기능을 가지고 있다. 반면 호환성을 유지할 필요성으로 발색수나 스프라이트의 증강은 보류되었다.
메가 CD의 사양에 강하게 관여한 게임아트 등, 일부 메이커는 적극적으로 소프트를 발매했지만, 기본적으로 서드파티는 CD-ROM의 규모에 맞추어 개발기간이 길어질 것을 염려하고 있으며, 또한 8- 16M비트의 ROM 카트리지로 할 일이 있다고 생각하고 있었다. 그 ROM용량의 증가조차 [용량만 늘려도 발상이 빈약해진다] [2M이든 1M이든 별 문제가 아니다]라고 하는 생각까지 있었다.
또, 세가의 첫 CD타이틀이 되는 「혹성 우드스톡 펑키 호러 밴드」는, 전문지의 독자 레이스로 최하위 부근을 싸우는 낮은 평가를 얻는 등, 초기 소프트의 확충이 정체되고 있었다.
이 때문에, 메가 드라이브의 시장은 ROM 카트리지가 주류인 채 진행되어 CD-ROM는 보급되지 않았지만, 메가 CD의 보급 당초(20만대 정도의 시점)에 게임 아트에서 발매한 「루나」 및 「실피드」는 각각 10만개 이상의 매상을 올렸다.
동영상 사용을 전제로 설계된 메가 CD에는 위의 소프트웨어 이외에 <헤븐리 심포니>, <스타워즈 레벨 어썰트>, <쥬라기 공원>, <마이크로코즘>, <톰 캣 어레이>와 같은 실사, 특촬, 폴리곤을 소재로 한 소프트웨어가 많이 발매되어 있는데 그것이 메가 CD의 특색이 되었다.

## 시장 동향

### 일본 시장
일본 시장에서는 1988년에 메가 드라이브의 이름으로 세계에서 가장 빨리 발매됐다. 닌텐도의 패밀리 컴퓨터, NEC HE의 PC엔진과 경합하고 후에 닌텐도 슈퍼 패미콤과도 경합했다.
TVCM에는 이토오 세이코를 기용[주 10]. "비주얼 충격 속도 충격, 음질 쇼크"을 선전 문구로,"시대가 요구한 16비트"와 16비트기임을 부각했다.
연구 논문 "비디오 게임기의 변천-패미컴, 슈퍼 패미콤, 플레이 스테이션, 플레이 스테이션 2, Wii까지"에 따르면 1990년에 메가 드라이브의 출하 수는 절정을 맞아 연간 70만대를 출하. 이 나이의 하드 출하 수는 패미컴이 136만대, PC엔진이 127만대, 슈퍼 패미컴이 66만대로 치열한 경쟁 상태였다. 1991년에 북미 시장에서 메가 드라이브가 보급되는 계기가 된 『 소닉 더 헤지 호그 』는[주 11]일본 시장에서 큰 히트를 기록하기에 이르지 못하고 하드웨어의 출하 대수는 전년과 같은 70만대에 그쳤다. 숫자를 누계하면 슈퍼 패미콤이 1,717만대, PC엔진이 750만대, 메가 드라이브가 358만대가 되었다.
『 주간 패미통 』에 의한 1992년 시점의 시장 조사에서는 각 하드웨어의 점유율은 슈퍼 패미콤이 55.9%, PC엔진이 24.7%, 메가 드라이브 19.4%였다. 잡지는 RPG제목의 부족을 고전의 이유로 들었다.
경쟁 기종의 아성을 무너뜨리지는 못하였지만 일본 내에서 처음 100만대 이상을 출하한 세가 하드가 되어, 세가의 가정용 게임기에서는 "세가 새턴은" 다음 출하 대수를 기록했다.

### 북미 시장
미국]]·캐나다를 포함한 북미시장에서는 1989년에 'SEGA GENESIS'로 발매되었다.
발매 당초는, 닌텐도의 NES가 80%라고 하는 압도적인 쉐어를 배경으로, 1사 독점의 시스템을 판매점이나 유통 등 업계내외의 구석구석까지 널리 퍼지게 하고 있어 서드 파티의 참가나 소매점에의 납품조차 곤란했다.
세가 오브 아메리카 부사장이었던 도요다 노부오는 미국 스태프가 만드는 미국적인 게임이 미국 시장에서 받아들여진다고 생각해 세가가 마블 코믹스의 라이선스를 받아 '스파이더 맨'을 게임화할 때 세가 오브 아메리카 주도로 개발 허가를 받았다.또, 북미 스포츠 게임의 시장이 약 4할로 매우 쉐어가 큰 미국에서의 판매 촉진을 노리고, 거물 스포츠 선수의 기용에 의한 빅 타이틀을 발매할 수 있도록, 전미 스포츠계 No1의 스타 선수인 NFL 샌프란시스코 49ers의 조·몬타나가 요구한 로열티 계약에서는, 국제 전화로 나카야마 하야오 사장으로부터 승낙을 얻어 닌텐도보다 좋은 조건을 제시하고, 교섭을 성립시켜, 「조·몬타나.100만병의 매출을 기록했다.이 밖에도 F1 레이서 아일톤 세나와 거물급 뮤지션 마이클 잭슨 등 세계적으로 인기 있는 유명 인사들과도 라이선스 계약을 체결하고 게임을 출시했다.
이를 계기로 세가의 의욕과 시장의 존재가 일렉트로닉 아트와 아크레임 등 해외 SW 업체에도 알려지면서 참여를 결정하는 서드파티가 속속 늘어났다고 한다.
닌텐도의 SNES가 북미 시장에 출시된 1991년 연말 판매 경쟁에서는 킬러 타이틀인 소닉 더 헤지호그를 전면에 내세웠다. 당시 SNES는 슈퍼마리오 월드 동봉으로 199달러, GENESIS는 소닉1 동봉으로 149달러이며, GENESIS와 SNES 2대를 나란히 놓고 마리오에 대해 소닉의 속도감과 판매가격의 우위성을 어필하는 텔레비전 광고  등 철저한 비교광고 전략을 폈다. 이것이 주효해 미국 최대 신문지 USA TODAY에서는 '게임' 등 미국 최대의 언론매체들에서 성공적 비교광고 기사로 꼽힌다.
1994년 말에 SNES에서 발매된 <슈퍼 동키콩> 등의 대히트로 인해 Newsweek지의 보도에서는 1995년도 판매 대수가 SNES의 270만 대, GENESIS의 판매 대수는 210만 대에 그치는 등 1995년도에는 역전되었다. 그러나 1995년 1월 현재 시장에서 55%의 점유율 및 2,000만 대의 매출을 기록했다.
그러나 당시 북미시장에서는 세가 오브 아메리카 주도로 만들어진 주변기기인 슈퍼 32X의 실패 및 제네시스 데드스톡이 문제가 되고 있어 차세대 게임기인 세가 새턴으로 이행하는데 큰 장애가 되고 있었다.당시의 세가 사장 이리쿄 쇼이치로는 「새턴을 꺼내도 잘 되지 않고, 현지 사람들이 의욕을 잃고 있었을 때, 16비트 시대부터의 재고 외상 등이 매우 무거워, 좋은 이야기는 아무것도 없었다」 「1996년의 7월에, 「종전 처리를 내가 합시다」라고 하는 것으로 미국까지 갔다」 「미국에서는 1,500만대 정도의 판매 대수」라고 말하고 있다. 세가는 1996년말에 미국의 연결 자회사 「세가·오브·아메리카」의 누적 손실 처리와 구형의 16비트기(제네시스)의 폐기손 합해 270억엔을 1997년 3월기의 결산에서 특별손실로서 계산하는 것을 발표했다.
NPD(영어판) 조사에서도 1994년 이후 본체 매출과 게임 소프트웨어 라인업 등에서 SNES를 상회했고 차세대 게임기인 PlayStation이나 세가 새턴이 발매된 뒤에도 MLB, NBA, NFL, NHL 등 인기 스포츠 게임은 1998년경까지 계속 발매됐다.결과 GENESIS는, 16비트기 시장 톱의 자리를 지켜냈다[48]. 결과적으로 「소닉·더·헤지호그」 「2」 「3」 「너클즈」 「스핀볼」이라고 하는 소닉 시리즈 작품 뿐만이 아니라, 「모탈 컴뱃」 「NBA Jam」시리즈, 「수왕기」 「스트리트 파이터 II 대쉬 플러스」 「Street of.

### 남미 시장
남미 각국에서는 1990년에 세가의 정규 대리점인 브라질의 Tectoy에 의해 발매되었다.
특히 브라질에서는 게임기를 포함한 등의 정밀기기에 대한 '수입세'가 고액이었지만, 브라질 국내에서의 제조는 Tectoy가 맡고 있어 마스터시스템이나 메가드라이브는 수입세의 영향을 받지 않았기 때문에 소비자가 구입하기 쉬운 가격대에 그칠 수 있었다.게다가 세가가 2001년에 게임 하드 사업으로부터 철퇴 후도 Tectoy는 양 하드의 제조·판매·이식을 계속하고 있었다.그 때문에, 2015년의 시점에서, 브라질의 가정용 게임기 시장에서는 건재했다. 소니도 세가와 마찬가지로 게임기 현지 생산을 통해 가격을 낮춘다는 전략을 세웠다.
「판타시 스타 III」 나 「샤이닝&더·닥네스」 「유유백서 마강 통일전」등이 이식된 것 외, 브로더 밴드가 발매한 교육 소프트웨어 「카르멘·샌디에이고를 쫓아라! 세계편」의 컨셉을 사용한 텔레비전의 교육 버라이어티 프로그램 「카르멘·샌디에이고를 찾아라!(원제:Where in the World.
2012년도에도 마스터 시스템과 메가 드라이브가 합쳐 연간 15만 대는 팔리고 있는 등, 판매 대수를 늘리고 있다.
남미시장에서는 약 300만 대의 판매대수를 기록하고 있다.또한 2009년 이후는 Tectoy에 의해 음악 게임과 기타형 컨트롤러가 부속된 메가 드라이브 호환기 "Mega Drive 4 Guitar Idol"이 발매되었다 외 2013년까지의 시점에서도 휴대용 메가 드라이브 호환기 "MD Play"등의 메가 드라이브 호환기가 판매되고 있다. 이러한 메가 드라이브 호환기는 물론 2013년까지의 시점에서도 휴대용 메가 드라이브 호환기 "MD Play"등의 메가 드라이브 호환기기는 내장되어 있다. 2016년 11월에도 신형이 출시되었다.

### 유럽 시장
프랑스·유럽·호주를 포함한 유럽시장에서는 1990년 일본과 마찬가지로 메가 드라이브라는 이름으로 출시됐다.
원래 세가는, NES의 투입이 늦었던 유럽 시장에 선행하고, 마스터 시스템을 발매해 시장을 형성하는 등, 일찍부터 브랜드 이미지가 확립되어 있었다.게다가 유럽에서 인기를 끌던 아마기다는 게임의 불법 복제가 만연하면서 많은 소프트웨어 업체가 메가드라이브로 뛰어들었다.
북미 시장과 마찬가지로, SNES에 대해서도 호각의 시장을 구축.일본에서는 PlayStation, 세가 새턴, NINTENDO64에서 발매된 〈FIFA 로드 투 월드컵 98 월드컵으로 가는 길〉을 발매하는 등 차세대 게임기가 등장한 이후에도 소프트웨어는 계속 공급됐다.유럽 시장에서 판매량은 839만 대로 SNES의 815만 대를 근소하게 앞질렀다.

## 상세

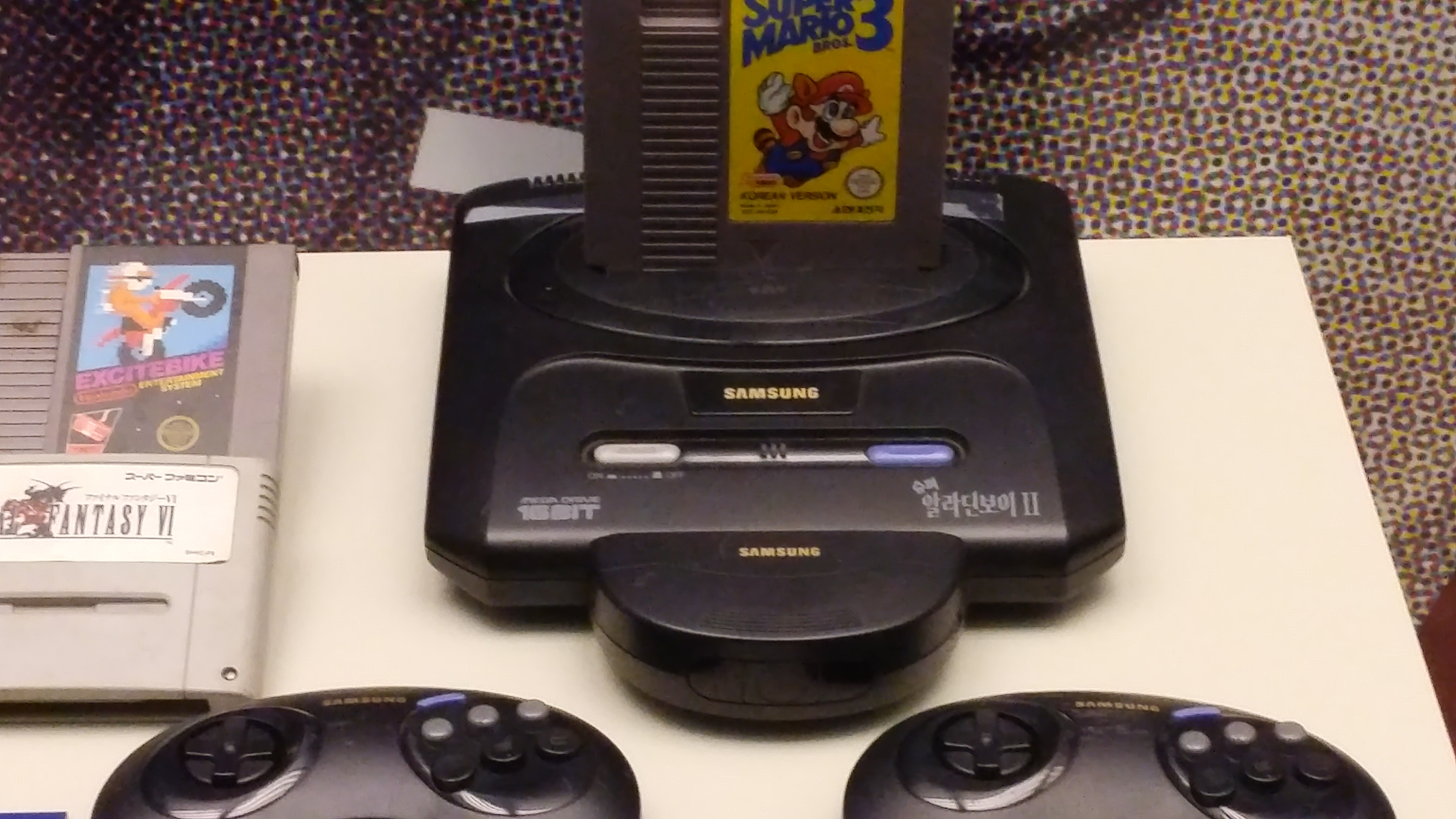
삼성 슈퍼 알라딘보이 II 서울역사박물관에서.

일본에는 1988년 10월 29일, 미국에는 세가 제네시스(Sega Genesis)라는 이름으로 1989년 8월 14일, 유럽에는 1990년 11월 30일에 발매되었다. 일본 발매 당시 정가는 21,000엔. 대한민국에는 1990년 8월에 삼성전자를 통해 슈퍼겜보이라는 이름으로 발매되었으며, 이후 슈퍼알라딘보이로 개명하였다.
MC68000(M68k으로도 불림)와 자일로그 Z80의 2개의 CPU로 구성. 자일로그 Z80은 과거 세가의 8비트 기종에 채택된 CPU로, 메가 드라이브에서는 사운드 컨트롤을 맡았다. 검은 본체에 금색으로 16-BIT가 적힌 디자인이 특징이다. 디자인은 각 나라별로 다르며(사진은 일본판 메가 드라이브), 세가 마스터 시스템의 후계 기종으로, 메가 어댑터를 통한 호환성을 가진다.
일본에서는 PC 엔진이나 이후에 발매된 슈퍼 패미컴과 시장 경쟁을 펼쳤지만, 주도권을 잡지 못했다. 한편, 미국에서는 킬러 소프트인 소닉 더 헤지혹의 폭발적인 인기에 따라 세가의 하드웨어로서는 최대의 성공을 거두었다. 메가 드라이브는 세계적으로 3,075만대가 판매되었다.

### 주변기기
표준 컨트롤러는 둥근 모양, 방향 패드, 3개의 기본 버튼 및 시작 버튼을 갖추고 있다. 1993년에 세가는 스트리트 파이터 II와 같은 아케이드 격투 게임의 버튼 디자인과 유사한 3개의 추가 페이스 버튼이 있는 약간 더 작은 패드를 출시했다. 세가는 또한 6버튼 컨트롤러의 무선 버전인 리모트 아케이드 패드를 출시했다.
시스템은 마스터 시스템과 역호환된다. 첫 번째 주변 장치는 마스터 시스템 게임을 플레이할 수 있는 파워 베이스 컨버터(일본의 경우 메가 어댑터, 유럽의 경우 마스터 시스템 컨버터)이다. 이는 모델 1 개정판용으로 설계되었으며 모델 2 개정판과 함께 작동하지만 셸은 모델 2 개정판의 전원 및 AC 포트를 차단한다. 즉, 변환기의 셸을 수정하거나 통과 어댑터를 사용해야 함을 의미한다. 마스터 시스템 컨버터 II로 알려진 두 번째 모델은 메가 드라이브 II와 함께 사용하기 위해 유럽에서만 출시되었다. 메가 드라이브 II는 다른 지역의 제네시스 콘솔 및 개정판과 함께 작동하지만 마스터 시스템 카드를 사용할 수 있는 기능이 부족하다. 원래 파워 베이스 컨버터와 마스터 시스템 컨버터 II는 모두 노마드 또는 제네시스 3에서 작동하지 않는다.
기능을 추가하기 위해 다른 주변 장치도 출시되었다. Menacer는 호환되는 게임에 사용되는 무선 적외선 총이다. 다른 타사에서는 아메리칸 레이저 게임스 및 코나미와 같은 경총 주변 장치를 만들었다. 예술 창작 소프트웨어용으로 출시된 세가 메가 마우스는 세 개의 버튼을 갖추고 있으며 아이 오브 더 비홀더 (1991년 비디오 게임)와 같은 일부 게임에서만 호환된다. 배틀업이라는 폼으로 덮인 배트와 TeeVGolf 골프 클럽이 제네시스와 SNES 모두에 출시되었다.
1993년 11월, 세가는 바닥에 평평하게 놓여 있고 플레이어의 물리적 움직임을 게임 입력으로 변환하도록 설계된 팔각형 장치인 세가 액티베이터(Sega Activator)를 출시했다. 1993년 1월 CES(소비자 가전 전시회)에서 처음 선보였으며 여기서 베어 너클 II: 사투로의 진혼가로 시연되었다. 모탈 컴뱃 및 스트리트 파이터 II: 챔피언 에디션을 포함한 여러 유명 게임이 주변 장치를 지원하도록 조정되었다. 이 장치는 주로 부정확성과 높은 가격으로 인해 상업적인 실패를 겪었다. IGN 편집장 크레이그 해리스는 세가 액티베이터를 역대 세 번째로 최악의 비디오 게임 컨트롤러로 선정했다.
EA와 세가는 모두 두 명 이상의 플레이어가 동시에 플레이할 수 있는 멀티탭 (비디오 게임)을 출시했다. 처음에는 EA 버전인 4 Way Play와 세가의 어댑터인 팀 플레이어가 각 퍼블리셔의 게임만 지원했다. 불만 사항에 대해 세가는 모든 제네시스 멀티탭 게임에서 작동하는 새로운 팀 플레이어가 출시될 것이라고 말했다. 나중에 게임은 4 Way Play와 팀 플레이어 모두에서 작동하도록 만들어졌다. 코드마스터즈는 또한 카트리지 자체에 2개의 추가 포트를 제공하는 J-카트 시스템을 개발했다. 하지만 이 기술은 콘솔 수명 말기에 등장했고 일부 게임에만 적용되었다. 세가는 1994년에 스티어링 휠 주변 장치를 출시할 계획이었고 버추어 레이싱의 제네시스 버전은 "스티어링 휠 호환 가능"으로 광고되었지만 주변 장치는 취소되었다.

## 변종 모델
- 메가 드라이브 2

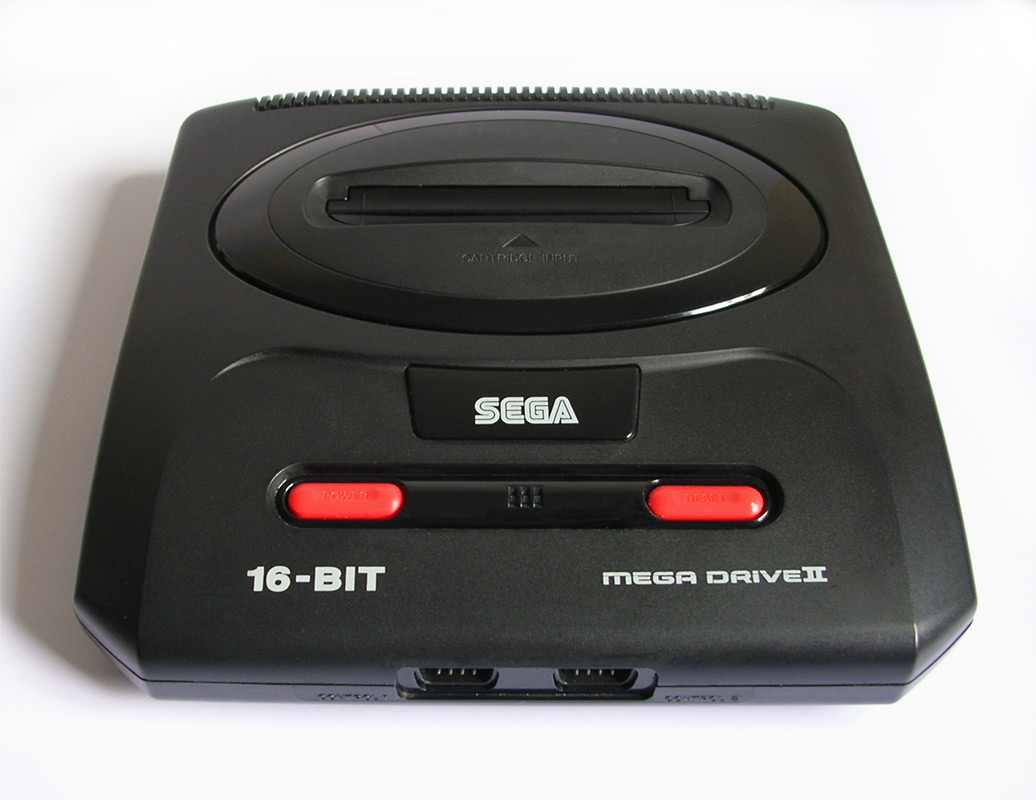
메가 드라이브 2

  - 메가 드라이브의 염가판. 소형화된 본체에 스테레오 출력이 가능한 AV 단자로 바뀌었다. 6 버튼의 컨트롤러가 1개 포함되며, 메가 CD, 메가 CD 2와 접속할 수 있다. 1993년 4월 23일, 일본에 발매. 발매 당시 정가는 12,800엔.

- 메가 제트
  - 본체와 6버튼의 컨트롤러 일체형의 메가 드라이브다. 원래는 여객기 내에서의 서비스용으로, 일본항공과 공동 개발한 것이다. 메가 드라이브 2보다 더 소형화되어 휴대용 게임기처럼 보이기도 하지만, AC 어댑터를 통한 전원 공급만 가능하다. 소형화를 위해서 슈퍼32X나 메가 CD와의 확장성은 배제된 탓에 작은 크기만을 장점으로 가진 어중간한 모델이 되었다. 1994년 3월 10일, 일본에 발매. 발매 당시 정가는 15,000엔.

- 노매드
  - 액정 화면의 탑재와 AAA 건전지 6개에 의한 구동을 통한 휴대용 게임기로 개발되었다. 추가의 컨트롤러 단자가 제공되어 2명이 즐길 수 있으며, 별매의 케이블로 텔레비전과 접속이 가능하다. 단, 미국에서는 발매되었지만 일본에선 발매됐다는 공식적인 기록이 없고, 슈퍼32X나 메가 CD와의 접속은 할 수 없다.

## 메가 드라이브가 끼친 영향과 그 후
패밀리 컴퓨터만큼은 아니지만, 메가 드라이브(제네시스 포함.이하 같다) 또한 국내외에서 당시 놀았던 플레이어들에게 영향을 주고 있어 다른 업종과의 콜라보 상품이 발매되고 있다.그 외, 21세기에 들어가도 세가 비공인에서의 메가 드라이브(대개는 「MD」라고 하는 표기)용 소프트가 움직이는 게임기(호환기)나, 「MD용 소프트」가 발매된 몇개의 사례가 있다(후술). 덧붙여 세가 자신은 메가 드라이브 미니와 같은 과거작의 복각을 정기적으로 실시하고 있지만, 현재 메가 드라이브의 완전 신작을 서드 파티에 라이센스 발매를 허락할 의사는 없다고 밝혔다,

## 비공식 소프트웨어
※ 여기서부터는 기업에 의한 명확한 출처를 Web상에서 확인할 수 있음, 21세기 이후에 발매된 작품으로 한정해 기재.
- 2018년 8월에는 영국의 인디 개발체인 'Big Evil Corporation'이 메가드라이브 개발기를 사용하는 등 가능한 한 당시의 개발환경을 재현하는 형태로 만든 퍼즐액션 게임 'TANGLEWOOD'가 발매되었다[62](컴퓨터 소프트의 몸을 취하고 있지만 메가드라이브용 ROM에 기록해 실제기기로 플레이할 수 있는 게임 카세트도 판매하고 있다)
- 2019년 2월에는 'MD/MD용 호환기 소프트웨어'로 콜럼버스 서클사로부터 리듬게임 '16비트 리듬랜드'가 출시되었다.

- 특이한 사례로는 독일 메인필드의 테크노 아티스트 'Remute'가 2019년 발표한 음악 앨범 'Technoptimistic'을 메가 드라이브 실제 기기로 소리를 내는 것을 전제로 작곡한 점에서 메가 드라이브용 카세트도 같은 해 3월에 발매한 사례가 있다.

## 참조

### 내용주
1. ↑  영어: Mega Drive, 일본어: メガドライブ
2. ↑  영어: Sega Genesis

## 같이 보기
- 메가드라이브 게임 목록
- 메가 CD